# 小名木明宏
小名木 明宏（おなぎ あきひろ、1962年 - ）は、日本の法学者。北海道大学教授。専門は刑法。

## 略歴
東京都出身。慶應義塾普通部、慶應義塾高等学校、慶應義塾大学法学部卒業。1988年同大学院法学研究科前期博士課程修了。
1988年から1993年の間、ドイツ学術交流会奨学生としてドイツ・ケルン大学に留学。1993年同大学より法学博士号を取得。
1995年熊本大学法学部助教授。2003年北海道大学大学院法学研究科教授、2014年同大学院法学研究科長・法科大学院長（～2015年）。
ドイツ・ゲッティンゲン大学客員教授などを歴任した。

## 著書

### 分担執筆
- （渥美東洋）『犯罪予防の心理』（成文堂, 2008年）
- （川端博, 浅田和茂, 山口厚, 井田良）『理論刑法学の探究 5』（成文堂, 2012年）
- （井田良, 太田達也）『いま死刑制度を考える』（慶應義塾大学出版会, 2014年）
- （甲斐克則）『刑法実践演習』（法律文化社, 2015年）

## 門下生
- 佐藤陽子（成蹊大学教授）
- 瀧本京太朗（防衛大学校専任講師）